# レスリー＝アン・ダウン

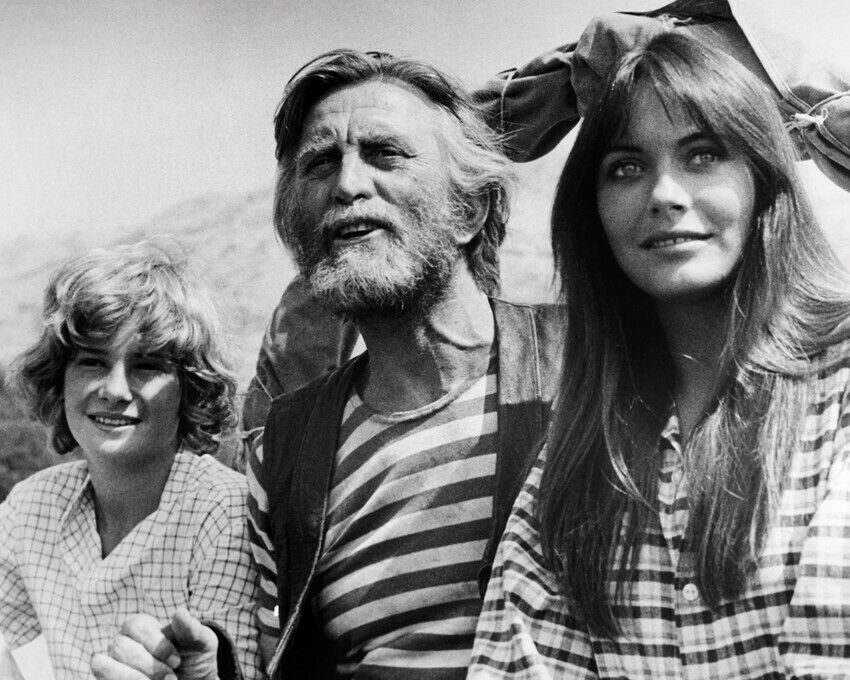
映画『Scalawag』（左から）マーク・レスター、カーク・ダグラスと（1973年 報道写真、パラマウント映画）

レスリー＝アン・ダウン（Lesley-Anne Down、1954年3月17日 - ）は、イギリスの女優、元モデル、歌手。
ITVの連続テレビドラマ『Upstairs, Downstairs』(1973年–1975年)のジョージナ・ウォースリー役で知られる。他に『ピンク・パンサー3』(1976年)、『A Little Night Music』(1977年)、『 The First Great Train Robbery』(1979年)、『ハノーバー・ストリート 哀愁の街かど』(1979年)、『ラフ・カット』(1980年)、『スフィンクス』(1981年)、『Nomads』(1986年)などへの出演でも知られている。ミニシリーズ『南北戦争物語 愛と自由への大地』(1985年–1986年)のマデリーン・ファブレイ役の演技が評価され、1986年、ゴールデングローブ賞にノミネートされた。
1990年、CBSの連続テレビドラマ『ダラス』でステファニー・ロジャース役を演じた。1997年から1999年、NBCの連続テレビドラマ『Sunset Beach』のオリヴィア・リチャーズ役を演じた。2003年4月から2012年2月、CBSのソープオペラ『ザ・ボールド・アンド・ザ・ビューティフル』でジャッキー・マローン役を演じた。

## 経歴

### 映画およびテレビへの出演
1973年、ダウンはエミー賞受賞イギリス・ドラマ『Upstairs, Downstairs』のストックリッジ侯爵夫人ジョージナ・ウォースリー役に配役された。1975年、『メイフェア』誌でヌードを披露し話題となった。『Upstairs, Downstairs』でブレイクし、1975年の最終回の後にハリウッドに進出し映画に出演するようになった。1976年の映画『ピンク・パンサー3』でヒロインを務め、その後、映画版『リトル・ナイト・ミュージック (映画)』でエリザベス・テイラーと共演した。数々の映画で主演し、カーク・ダグラス、ローレンス・オリヴィエ、ショーン・コネリー、アンソニー・ホプキンスらの相手役を演じた。『ベッツィー』(1978年)、『大列車強盗』(1979年)、『ハノーバー・ストリート 哀愁の街かど』(1979年)、『ラフ・カット』(1980年)、興行収入的に失敗作となった『スフィンクス』(1981年)などで主要な役柄を演じた。
舞台『ハムレット』、ミュージカル『Great Expectations』にも出演した。
テレビ映画やミニシリーズでも数多く主演した。1978年、イギリスのドラマ『The One and Only Phyllis Dixey』でフィリス・ディクシー役を演じた。1982年、米英テレビ映画『The Hunchback of Notre Dame』でアンソニー・ホプキンスの相手役となるエスメラルダ役を演じた。他に『Murder Is Easy』(1982年)、『Indiscreet』(1988年)、『Ladykillers』(1988年)でも主演した。1985年、『Arch of Triumph』でアンソニー・ホプキンス、ドナルド・プレザンスと共に主演した。1984年、ABCのミニシリーズ『The Last Days of Pompeii』に主演した。1985年、『南北戦争物語 愛と自由への大地』に主演し、マデリーン・ファブレイ役の演技でゴールデングローブ賞にノミネートされた。その後、『North and South, Book II』(1986年)、『Heaven & Hell: North & South, Book III』(1994年)に主演した。
1990年、CBSのプライムタイム・ソープオペラ『ダラス』でステファニー・ロジャース役に配役され、レギュラー出演した。10週間の撮影で25万ドルを得た。

## 出演作品
- クリーパーズ・キラーズ　悪魔のまなざし
- 沈黙の傭兵（ニュースキャスター）
- レジェンド オブ ゴア
- キングス・ウォリアー
- 僕らの幸せ計画進行中
- サンセット・ビーチ
- シークレット・エージェント・クラブ
- ラスト コップ　血塗られた狼
- 檻の中の情事
- DEATH WISH／キング・オブ・リベンジ（オリヴィア・リージェント）
- ナイト・トラップ／戦慄の銃弾
- ミッドナイト・スナイパー／人妻が目撃した死体なき殺人
- 凱旋門
- ノーマッズ
- 南北戦争物語 愛と自由への大地
- 殺人は容易だ
- ノートルダムの鐘つき男／報われぬ愛の物語
- スフィンクス（エリカ）
- ラフ・カット（ジリアン）
- ハノーバー・ストリート 哀愁の街かど
- 大列車強盗
- ベッツィー
- リトル･ナイト･ミュージック
- ピンク・パンサー3
- ブラニガン（ルアナ）
- 呪われた墓
- 血臭の森
- 鮮血の処女狩り